# Neorhaphiomidas inermis
Neorhaphiomidas inermis är en tvåvingeart som beskrevs av Paramonov 1961. Neorhaphiomidas inermis ingår i släktet Neorhaphiomidas och familjen Mydidae. Inga underarter finns listade i Catalogue of Life.